# Harry Potter a Tajemná komnata
Harry Potter a Tajemná komnata (anglicky Harry Potter and the Chamber of Secrets) je kniha z roku 1998 J. K. Rowlingové, druhý díl cyklu o Harrym Potterovi.

## Obsah
O prázdninách Harryho navštíví domácí skřítek Dobby. Varuje ho, že se nesmí vrátit do školy v Bradavicích, protože se tam chystají tajemné a nebezpečné věci. Harry Dobbymu odpoví, že se do Bradavic vrátit musí a tím Dobbyho rozčílí. Rozzlobený Dobby vzápětí použije vznášecí kouzlo, které způsobí, že dort Dursleyů spadne jejich návštěvě na hlavu.
Kvůli tomu přijde Harrymu výtka z ministerstva kouzel. Strýc Vernon dá Harrymu domácí vězení, ale vysvobodí ho jeho kamarád Ron Weasley se svými bratry Fredem a Georgem pomocí létajícího auta. Harry pak prožije poslední týden prázdnin u Weasleyových. 1. září se s nimi vypraví na nástupiště devět a tři čtvrtě, ze kterého odjíždí vlak do školy v Bradavicích. Harry s Ronem jdou poslední, je minuta před jedenáctou, ale přepážka na nástupiště je už zavřená. Rona napadne, že by si měli půjčit očarované auto jeho otce a odletět s ním do školy. Jenže na pozemcích Bradavického hradu havarují a naletí přímo do vrby mlátičky. Jejich okázalý příjezd se jim moc nezdařil a Ronovi se hůlka zlomila na dva kusy. Po pár měsících se ve škole začínají dít zvláštní věci. Nejdříve dojde k napadení paní Norrisové, kočky školníka, potom jednoho studenta. K tomu se najde nápis na stěně: „Tajemná komnata je znovu otevřena, nepřátelé dědice, mějte se na pozoru“. Harry, Hermiona a Ron se snaží zjistit, kdo je Zmijozelův dědic a kdo útočí na žáky, protože prozatím je falešně obviněn Harry. Navíc on jako jediný slyší šeptavý hlas ze zdí hradu, který mu říká, že ho chce zabít. Svěřuje se s tím Hermioně i Ronovi, ti mu však příliš nevěří. V soubojnickém klubu, který založil profesor obrany proti černé magii Lockhart, aby se žáci naučili základním kouzlům obrany a útoku proti potenciálnímu nebezpečí, které na ně ve škole v těchto dnech stále číhá, Harry před celou školou mluví hadí řečí. Všichni z něj mají strach a myslí si, že on je Zmijozelův dědic a otevírá tajemnou komnatu. Hermiona se rozhodne, že připraví pro ně tři o vánočních prázdninách mnoholičný lektvar, který je přemění ve tři zmijozelské žáky, a potají se tak něco dozví od Draca Malfoye. Když na to dojde, Hermiona se omylem promění v kočku a musí na ošetřovnu, kluci se pro změnu od Malfoye nedozvědí nic, poněvadž on nic neví.
Chvíli na to najde Harry na dívčích záchodech vyhozený deník Toma Rojvola Raddlea, přenese se do jeho vzpomínek a zjistí že před padesáti lety obvinil Tom Raddle z útoků na studenty Hagrida a jeho pavouka Aragoga.
Před koncem školního roku dojde k dalšímu dvojnásobnému útoku, obětí je kromě jedné studentky z Havraspáru i Hermiona. Harry s Ronem ji jdou na ošetřovnu navštívit. Všimnou si, že v ruce drží malý papírek, a když ho roztáhnou, dočtou se, že pachatelem útoků je bazilišek, dávná nestvůra, obrovský had; na koho upře své oči, ten okamžitě zemře. Harry se dovtípí, že Ufňukanou Uršulu, která nyní straší v podobě ducha v dívčí umývárně bezmála už padesát let, tedy stejně dlouhou dobu, před kterou byla otevřena poprvé tajemná komnata, nejspíš zabil tento tvor. A protože nyní byla do tajemné komnaty unesena Ginny Weasleyová, Ronova mladší sestra, dojde Harry pro Lockharta, který, jak doufá, jim pomůže přemoci baziliška. Společně s Ronem zamíří do umývárny, kde Harry najde vchod do komnaty a všichni tři se tam spustí po dlouhé klouzačce. Lockhart jim dole oznámí, že nikdy v životě nedokázal nic než paměťová kouzla, a s Ronovou rozbitou hůlkou jim chce vymazat paměť. Ta ale své kouzlo obrátí proti Lockhartovi a navíc se sesype hora kamení, za kterou on a Ron zůstanou uvězněni, a Harry se musí vydat porazit baziliška sám. V komnatě nalezne polomrtvou Ginny a také Toma Rojvola Raddlea, který je jen pouhou vzpomínkou studenta z Bradavic. Nyní je to sám Voldemort. Tom Raddle donutil Ginny otevírat celou dobu komnatu a nyní chce ji i Harryho zabít. Zavolá baziliška. Harrymu na pomoc přiletí Brumbálův fénix Fawkes s moudrým kloboukem, v kterém je ukryt meč Godrika Nebelvíra. S ním Harry zabije baziliška a poté zničí i vzpomínku Toma. Všichni čtyři se zpět nahoru dostanou s pomocí Fawkese.
Harry a Ron dostávají vyznamenání za zvláštní služby škole a poté, co osvobodí Dobbyho od rodiny Malfoyových, odjíždí na prázdniny domů.